# إميل مولر (منافس ألعاب قوى)
إميل مولر (بالإنجليزية: Emil Muller)‏ هو منافس ألعاب قوى أمريكي، ولد في 19 فبراير 1891، وتوفي في 25 فبراير 1958.

## وصلات خارجية
- إميل مولر على موقع أوليمبيديا (الإنجليزية)